# Charles De Wailly
Pour les articles homonymes, voir Wailly (homonymie).
Charles De Wailly, né le 9 novembre 1730 à Paris et mort le 2 novembre 1798 à Paris, est un architecte français.
L'un des principaux artisans du « style à l'Antique » ou architecture néoclassique, De Wailly avait une prédilection pour la figure parfaite, le cercle.

## Biographie

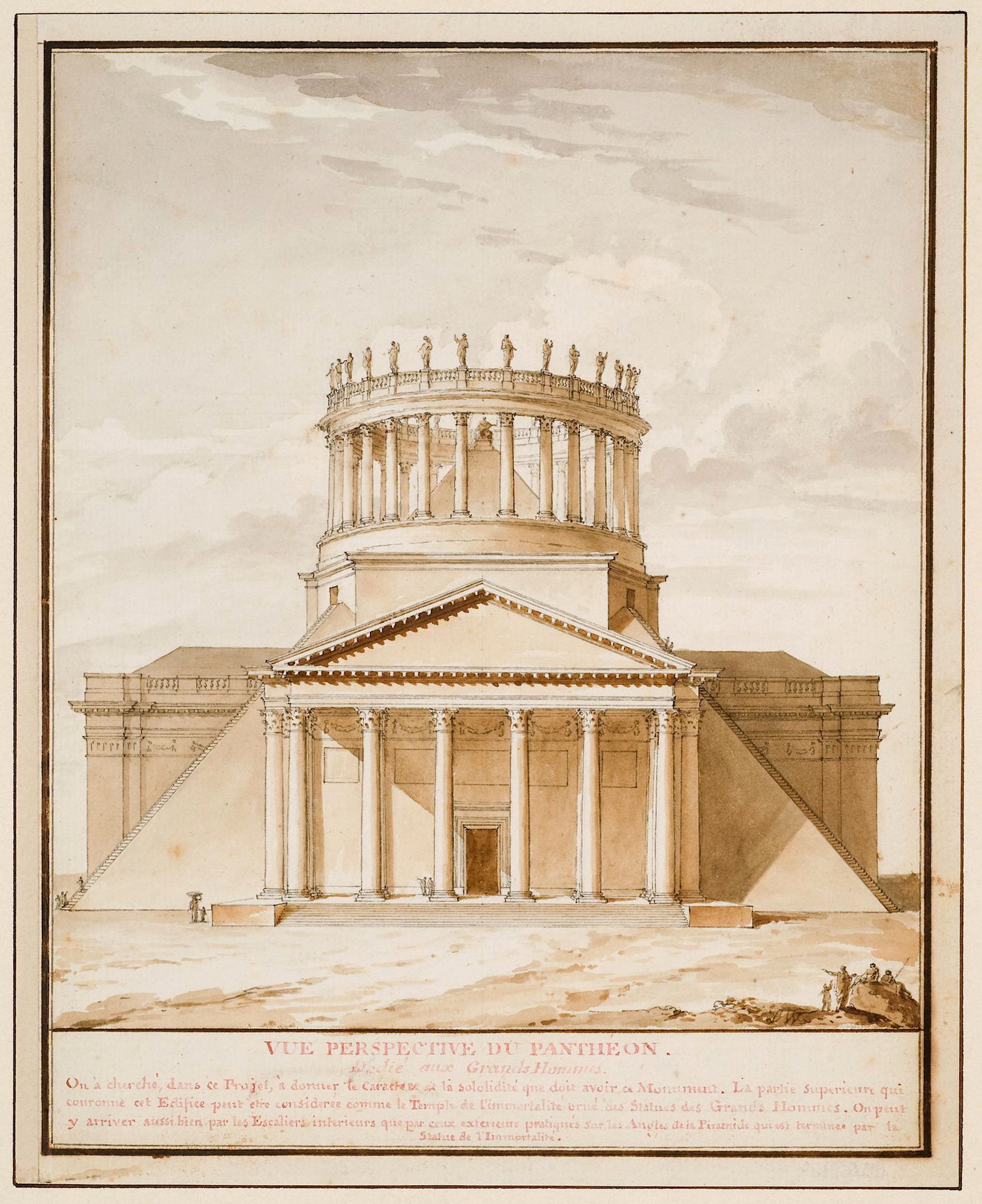
Charles De Wailly : Projet de transformation du Panthéon de Paris en temple républicain.

Il commença sa formation en suivant les cours de Jean-Laurent Legeay, en compagnie d'autres architectes en devenir : Étienne-Louis Boullée, Marie-Joseph Peyre ou Pierre-Louis Moreau-Desproux. Il fut ensuite l'élève avec ces mêmes camarades de l'École des Arts de Jacques François Blondel en 1749, où il rencontra William Chambers et, plus tard, Giovanni Niccolo Servandoni.
Après avoir obtenu, en 1752, le grand prix de Rome d'architecture, il séjourna à l'Académie de France à Rome pendant trois ans jusqu'en 1755, partageant sa pension avec son ami Pierre-Louis Moreau-Desproux. Tous deux participèrent aux fouilles des thermes de Dioclétien. À Rome, De Wailly se lia d'amitié avec le sculpteur Augustin Pajou qui devait sculpter son buste et celui de sa femme et pour qui il construira une maison mitoyenne à la sienne.
En 1767, De Wailly fut reçu membre de la première classe de l'Académie royale d'architecture et, en 1771, de l'Académie royale de peinture et de sculpture. Catherine II de Russie lui offrit la place de président de l'Académie d'architecture de Saint-Pétersbourg, qu'il refusa.
En 1772, il fut nommé architecte du château de Fontainebleau, conjointement avec Marie-Joseph Peyre.
L'année suivante, il fut autorisé à faire un long séjour à Gênes pour redécorer le palais Spinola. Il devait revenir à plusieurs reprises travailler en Italie. Il en importait des marbres antiques qu'il revendait à ses riches clients.
Remarqué par le marquis de Voyer, il conçut pour lui la salle à manger néo-classique dans l'esprit du Grand Siècle de son château d'Asnières. Suivirent une série de chantiers importants qui firent du marquis de Voyer, le grand protecteur et l'intime de l'architecte : remise au goût du jour de l'hôtel d'Argenson, connu aussi comme Chancellerie d'Orléans; vaste grange-écurie du château des Ormes et corps central du château des Ormes annonçant l'éclectisme du XIXe siècle. De Wailly formait avec les architectes Julien-David Leroy, Bernard Poyet et William Chambers, le cercle artistique du marquis de Voyer.
À la suite du marquis d'Argenson dont il fut le rival pour la place de directeur général des Bâtiments, arts et Manufacture du Roi, le marquis de Marigny, frère de Mme de Pompadour, fit travailler De Wailly dans le parc de son château de Menars. L'architecte parvint à obtenir, grâce à son appui, la commande du décor de l'Opéra royal de Versailles en 1768 (même sculpteur, Pajou et même peintre, Durameau qu'à l'hôtel d'Argenson où il travaillait alors) et d'un nouveau théâtre pour la Comédie-Française. En 1779, De Wailly et Peyre construisirent ainsi leur œuvre la plus célèbre, le théâtre de l'Odéon à Paris (V. infra).
De Wailly donne également un projet pour l'Opéra comique. Il est aussi le dessinateur de quatre planches doubles spectaculaires d’architecture théâtrale (signées De Wailly Invenit) dans le volume de planches du Supplément à l’Encyclopédie (1777), gravées par Louis-Jean Desprez.
En 1795, il est élu à l'Académie des beaux-arts - 3e section (architecture), fauteuil V et devient membre de la Société philotechnique nouvellement créée.
Il devient conservateur du musée des tableaux en 1795 et est envoyé en Hollande et en Belgique pour y choisir des œuvres d'art après l'annexion de ces pays.
Après sa mort le 12 brumaire an VII, Joseph Lavallée prononce son éloge funèbre, d'abord à la société philotechnique le 20 brumaire an VII, puis à la séance de rentrée du Lycée républicain le 1er frimaire . A l'Académie des Beaux-Arts Jean-François Chalgrin lui succède. Son épouse, Adélaïde Flore Belleville se remarie en 1800 avec le chimiste Antoine François de Fourcroy.
Charles de Wailly est un cousin issu d’issus de germains (4ème génération) du lexicographe Noël-François De Wailly (1724-1801).
En effet, Antoine de Wailly et Michèle Joli sont leur trisaïeul commun (4ème génération). 

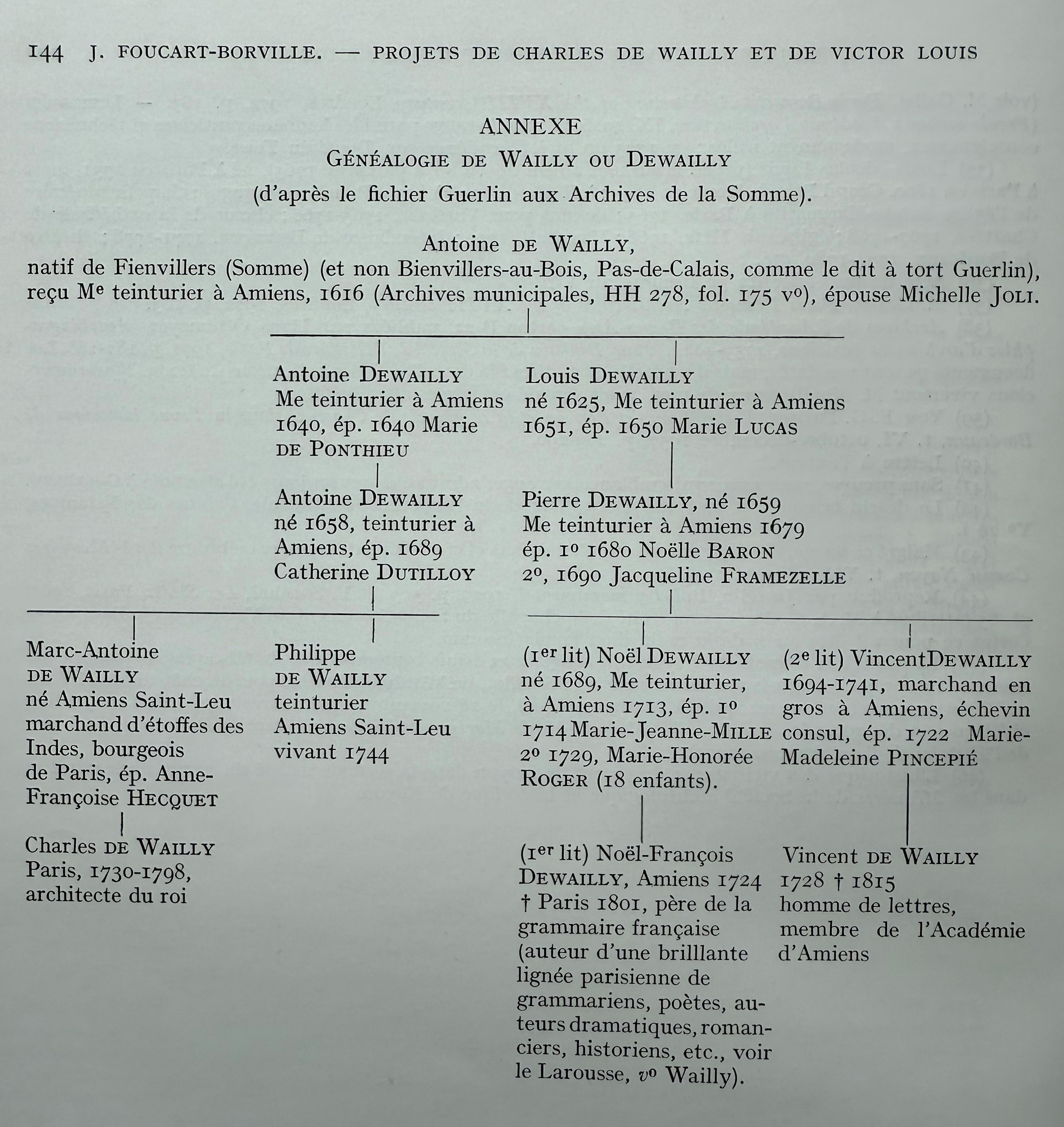
Généalogie de la famille De Wailly ou Dewailly.

## Réalisations

### En France
- Salle à manger du château d'Asnières pour Marc-René de Voyer d'Argenson (1722-1782), marquis de Voyer, 1754.
- Hôtel d'Argenson (dit également Hôtel de la chancellerie d'Orléans), près du Palais-Royal à Paris (détruit en 1923) : aménagements intérieurs conçus et exécutés pour le marquis de Voyer 1762-1772, soigneusement déposés en 1921-1922, remontés en 2022-2023 dans L' Hôtel de Rohan (Archives nationales).
- Grange-écurie du château des Ormes (fronton d'Augustin Pajou) 1766-1769.
- Transformation de l'hôtel de Villette (Paris), 1766-1769
- Reconstruction du corps central du château des Ormes aux Ormes (Vienne) pour le marquis de Voyer, à partir de 1768.
- Château de Montmusard près de Dijon (Côte-d'Or) (1765-1768) : chef-d'œuvre du « style à La Grecque » en France, malheureusement en grande partie détruit dès 1795.
- Maison 57 rue La Boétie à Paris, construite par De Wailly pour lui-même (1776).
- Maison 87 rue de la Pépinière, aujourd'hui rue La Boétie, pour le sculpteur Augustin Pajou.
- Décoration de la chapelle de la Sainte-Vierge dans l'église Saint-Sulpice (1774-1777).
- Temple des Arts du château de Menars (Loir-et-Cher) pour le marquis de Marigny. De Wailly donna également un projet de Temple du Repos pour ce parc, qui ne fut pas réalisé.
- Il termine la rénovation de l'abbaye de Saint-Denis avec la construction d'un bâtiment en hémicycle qui ferme l'abbaye en 1778. Il fait partie aujourd'hui de la Maison d'éducation de la Légion d'honneur à Saint-Denis.
- Théâtre de l'Odéon (1779-1782) : À partir de 1767, à la demande du marquis de Marigny, directeur des bâtiments du Roi, Marie-Joseph Peyre et Charles De Wailly travaillèrent au projet d'une nouvelle salle pour le Théâtre-Français. Le 26 mars 1770, un arrêt du Conseil ordonna l'exécution du projet sur le terrain du jardin de l'hôtel du Prince de Condé, dont celui-ci souhaitait se défaire afin de s'installer au Palais Bourbon. De Wailly était le protégé de Marigny et Peyre l'architecte du Prince de Condé, et l'ami de De Wailly depuis leur séjour commun à Rome. Leur projet – plusieurs fois remanié – devait toutefois affronter la concurrence de ceux des architectes des Menus Plaisirs, Denis-Claude Liégeon et Jean Damun, soutenus par la troupe des comédiens, et de la Ville de Paris, avec son architecte Pierre-Louis Moreau-Desproux. En définitive, et grâce à la protection de Monsieur, frère du roi, le projet Peyre et De Wailly finit par l'emporter définitivement à l'automne 1778. Les travaux débutèrent en mai 1779. Peyre serait principalement responsable des extérieurs et De Wailly des intérieurs. Le 16 février 1782, les comédiens du Français furent installés dans leurs nouveaux murs. Le théâtre fut inauguré par la reine Marie-Antoinette le 9 avril 1782.
- De Wailly avait donné un plan d'ensemble pour la construction du quartier autour du nouveau théâtre, lotissement typique des embellissements urbains du XVIIIe siècle. Les immeubles ne furent toutefois réalisés que longtemps après l'achèvement du théâtre, vers 1794.
- Église Saint-Leu-Saint-Gilles, rue Saint-Denis à Paris : Surélévation du chœur pour créer, à l'usage des chevaliers du Saint-Sépulcre, une crypte souterraine ornée d'un original « dorique grec ».
- Projet d'embellissement de la ville de Paris (1789) : Il s'agit du premier plan de réaménagement d'ensemble de la capitale, avec percement de nouvelles voies, réunion des îles de la Cité et Saint-Louis, rectification du cours de la Seine, etc.
- Plan du nouveau Port-Vendres.
- Chapelle du Reposoir, Versailles.

Plan des embellissements de Paris (1785)
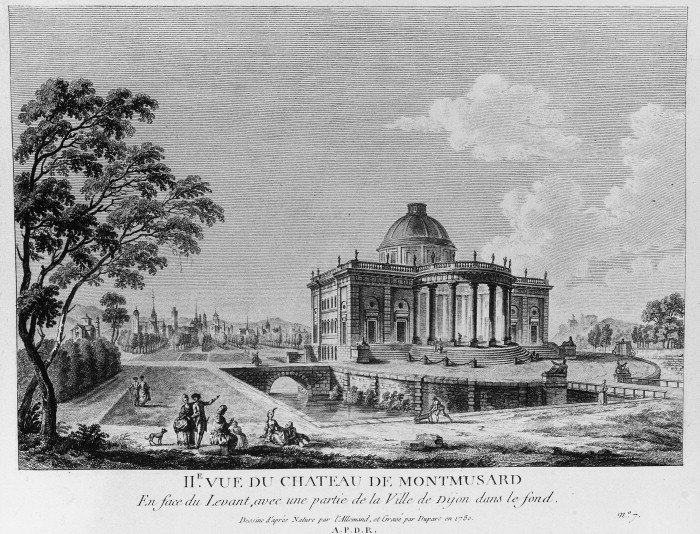
Vue du château de Montmusard
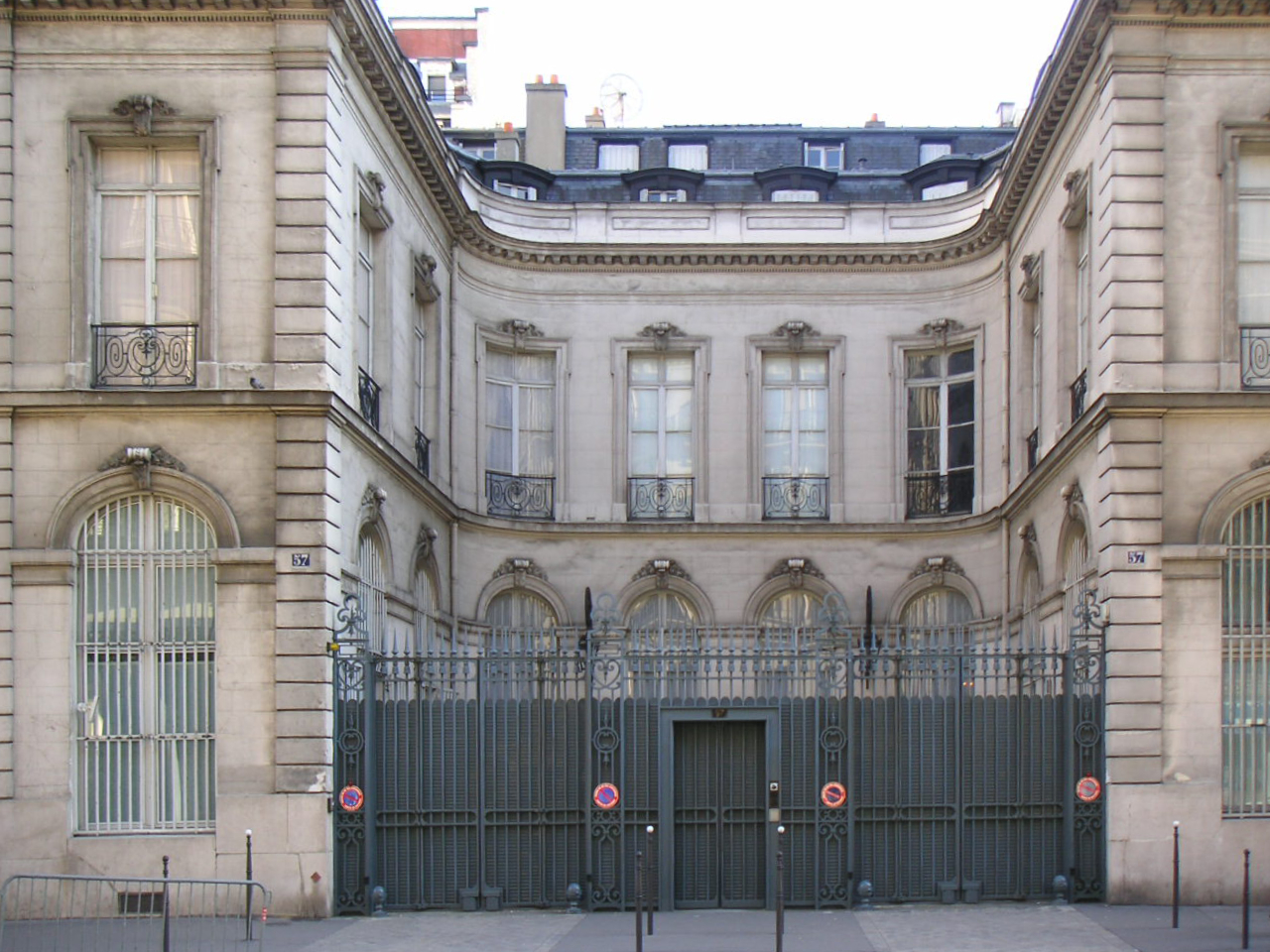
Maison 57 rue La Boétie, Paris, 1776

### En Belgique

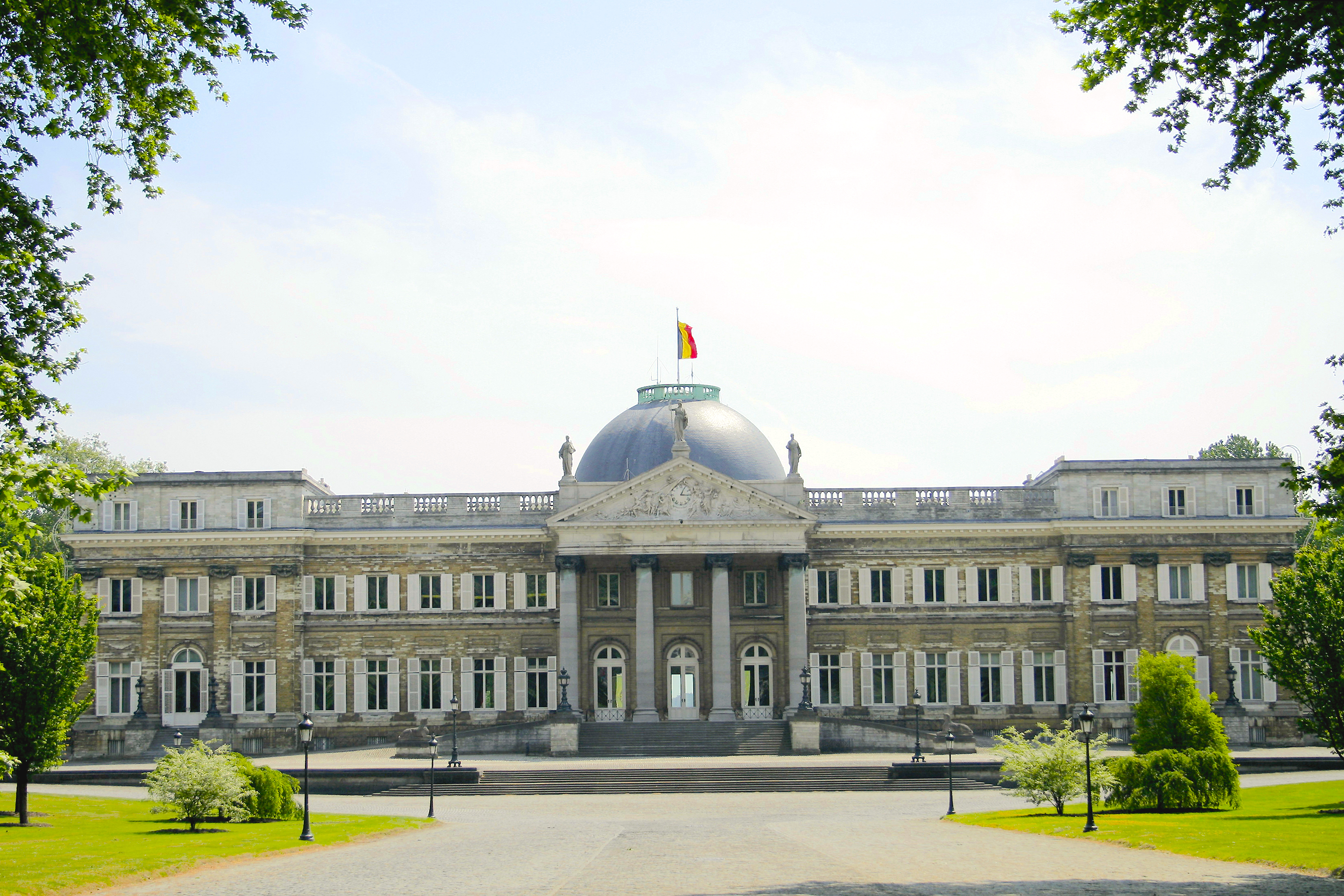
Château royal de Laeken, 1782-1784.

- Petit théâtre du château de Seneffe (1779).
- Vaux-Hall (aujourd'hui : Cercle Royal Gaulois), Bruxelles (1782).
- Théâtre royal du Parc, Bruxelles (1783).
- Projet de rénovation du théâtre de la Monnaie, Bruxelles (1785).
- Château royal de Laeken.
- Château Ter Rivierenhof, Deurne, Anvers (1779).

### EnAllemagne
- Réorganisation du centre de la ville de Cassel.

### EnItalie
- Salone del Sole, Palazzo de Cristoforo Spinola in Strada Nuova a Gênes (1772) - détruit en 1942.

### EnRussie
- Façade du château Cheremetiev à Kouskovo (Moscou).

## Le projet de réunion du Louvre et des Tuileries
Sous la Révolution française, Charles De Wailly proposa un projet de réunion du Louvre et des Tuileries, le nouvel ensemble constituant le Palais National.
On serait entré dans le Palais National par une large rue venant en ligne droite de la Place de la Bastille et aboutissant à la place tracée à proximité du Pont Neuf. Cette place serait fermée par des greniers d’abondance et des plantations d’arbres. Cette place de l’abondance faisant face au Louvre aurait permis d’accéder à la Cour Carrée qui aurait contenu un amphithéâtre circulaire. Une galerie reliant le Louvre et les Tuileries semblable à la galerie du bord de l’eau eût été construite. Tout l’espace entre cette galerie et les constructions dans l’alignement de l’entrée du Palais-Royal eût été dégagé afin de créer une grande place du Palais National.
La grande cour du Palais national aurait contenu un autre amphithéâtre beaucoup plus étendu encore. Au centre de ce vaste espace, serait élevé un groupe de rochers percés dans les deux sens pour conserver les points de vue, sur le haut duquel on établirait une assemblée des représentants du peuple.
|  |  |